# 佩日河
佩日河是俄羅斯的小型河流，位於彼爾姆邊疆區，是穆良卡河最長的支流，河道全長22公里，在距離穆良卡河口11公里處與其匯合，河畔城鎮有彼爾姆。